# 聖克萊爾斯普林斯 (阿拉巴馬州)
聖克萊爾斯普林斯（英語：St. Clair Springs）是一個位於美國阿拉巴馬州聖克萊爾縣的非建制地區。該地的面積和人口皆未知。

## 地理
聖克萊爾斯普林斯的座標為33°45′51″N 86°24′17″W / 33.76417°N 86.40472°W，而該地的平均海拔高度為201米（即659英尺）。